# Ruben Brainin

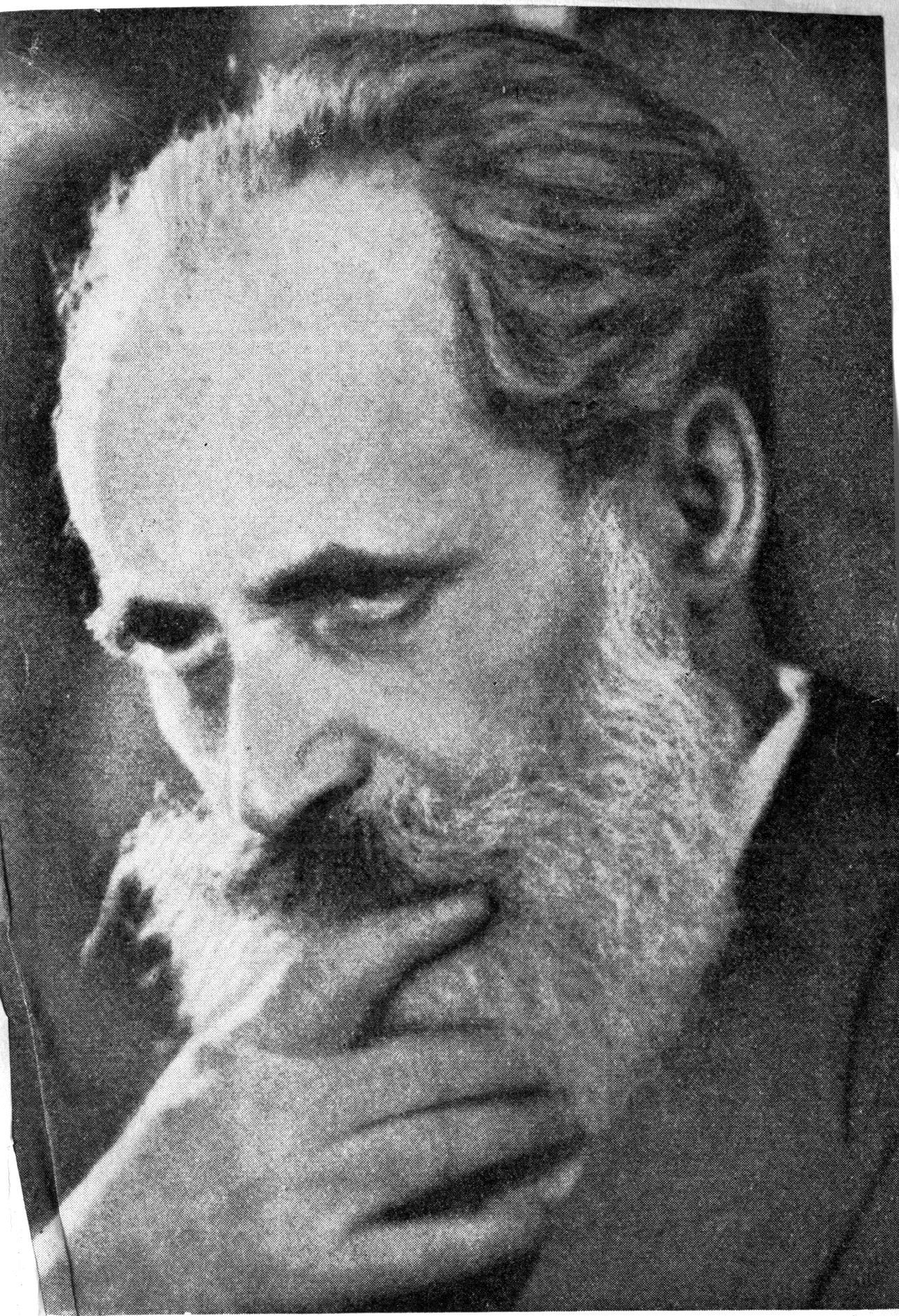
Ruben Brainin

Ruben Brainin (Ruben ben Mordechai Brainin oder Reuben bzw. Reuven Brainin; * 4. Märzjul. / 16. März 1862greg. in Ljady, Belarus; † 30. November 1939 in New York) war ein hebräischer und jiddischer Schriftsteller und Literaturkritiker.

## Leben
Er erhielt die traditionelle jüdische Erziehung und studierte Mathematik in Moskau und Philosophie in Wien. Sein erster Artikel (Hameliz 59, 1888) handelte von den letzten Tagen Smolenskins. 1892 war er in Wien Herausgeber von Mimizrach umima'araw („Aus Ost und West“). Er schrieb verschiedene Essays im Achiassaf und kritisierte Jehuda Leib Gordon scharf in der ersten von Achad Haam herausgegebenen Ausgabe des Haschiloach.
Brainin entwickelte sich zum Vermittler zwischen der hebräischen und der abendländischen Literatur, schrieb auch Monographien über Smolenskin (1896) und Abraham Mapu (1900). Er förderte den noch unbekannten Saul Tschernichowski, war freier Mitarbeiter verschiedener Zeitungen und Zeitschriften, in denen er zahlreiche Aufsätze publizierte (u. a. in Hazefira, Hador, HaZofeh, Hasman, auch russisch-jiddische Presse).
Ab 1909 lebte er in New York und gründete dort das Wochenblatt Haderor. Von 1912 bis 1915 war er in Kanada Herausgeber des Keneder Adler, einer seit 1907 in Montreal erscheinenden jiddisch-zionistischen Tageszeitung, von 1915 bis 1916 gab er Der Weg heraus.
Im Jahr 1919 erschien in New York in englischer Übersetzung seine ursprünglich hebräisch geschriebene biographische Arbeit über Theodor Herzl (Chaje Herzl, 1898), von 1919 bis 1926 war er Herausgeber der Zeitschrift Hatoren (New York).
Er war auch als Übersetzer tätig und schrieb viele Arbeiten zum Zionismus, u. a. Berichte über die ersten fünf Zionistenkongresse.

## Werke
- A Life of Herzl. New York 1919
- Gesamte Werke. New York 1940 (hebräisch).